# Wohn- und Geschäftshaus Nordersteinstraße 42
Das Wohn- und Geschäftshaus Nordersteinstraße 42 in der niedersächsischen Kreisstadt Cuxhaven im Landkreis Cuxhaven stammt vom Ende des 19. Jahrhunderts.
Aktuell (2024) wird es durch Wohnungen und einen Laden genutzt.
Das Gebäude steht unter Denkmalschutz (siehe auch Liste der Baudenkmale in Cuxhaven).

## Geschichte und Beschreibung
Die Nordersteinstraße ist eine Geschäftsstraße in Süd-Nord-Richtung von der Südersteinstraße bis zum Kämmererplatz sowie zur Rohdestraße, Deichstraße und Poststraße. Sie wurde benannt nach der Lage nördlich von der „Steinburg“ (Schloss Ritzebüttel).
Das dreigeschossige giebelständige historisierende Gebäude mit Drempel und mit ziegelgedecktem Satteldach mit Dachüberstand wurde 1898 als Erweiterung eines älteren Gebäudes gebaut. Die vierachsige verputzte Straßenfassade ist symmetrisch gestaltet. Die Fensterrahmungen sind mit Putzgestaltungen hervorgehoben und mit Fensterverdachungen über den Konsolen.
Das Landesdenkmalamt befand u. a.: „… Der Aufschwung Cuxhavens als Marine- und Seebadstandort um 1900 schlug sich auch in mehreren Stadterweiterungen mit vermehrter Bebauung nieder, die in der Nordersteinstraße und umliegend vor allem Wohn- und Geschäftshäuser des Historismus hervorbrachte.“